# کوه چله‌خانه

کوه چله خانه در ۲۶ کیلومتری شمال شرقی شهرستان خوی، در جاده قدیم خوی - قره ضیاالدین قرار گرفته‌است. این کوه یکی از کوه های بلند خوی بعد از اورین و پیری گولو می باشد. 
وقتی از سه راهی خوی به جاده خوی وارد می‌شوید در سمت راست شما این کوه با قله زیبایش چشم مسافران را می‌نوازد. ارتفاع تقریبی آن۲۲۰۰ متر است. در دامنه این کوه روستاهای سر سبزی مانند قوزلجا، زاغا، کتنلو قرار گرفته‌است که چشم‌انداز خاصی دارد. اما خود این کوه به علت موقعیت جغرافیایی خاصی که دارد نسبت به کوه اورین از میزان بارندگی کمتری بر خوردار است. در فصل بهار در دامنه‌های این کوه دشت‌های زیبایی از لاله و بابونه به چشم می‌خورد. در سالهای اخیر محیط زیست اقدام به رهاسازی چندین گونه از حیوانات نادر جهت تولید مثل و تکثیر نسل در این کوه و دامنه‌های آن نموده است.